# Myggtjäll
Myggtjäll är en vävteknik i tuskaft med små mönstersolvade partier där bindningsmönstret ger avvikande mönster i tyget genom de flotteringar som skapas av bindningen. Särskilt vanlig i gardiner.
Myggtjäll, stramalj, droppdräll och språngdräll är alla mycket lika varandra.